# ФК Борац 1926
ФК Борац 1926 је фудбалски клуб из Чачка, основан 1926. године. Клупске боје су црвено-бела, и бела. До 2019. године клуб се звао ФК Борац Чачак, али је 2019. године након фузије са Провом добио садашње име. Тренутно се такмичи у Српској лиги Запад, трећем такмичарском нивоу српског фудбала.
На вечној табели клубова Друге савезне лиге Југославије, Борац заузима прво место.

## Историја

### Почеци
Одмах по завршетку Првог светског рата у Чачку се почео играти фудбал. По неким изворима прва фудбалска утакмица одиграна је 1920. године а „ФК Борац“ је основан шест година касније. Група синдикално организованих радника је уочи 1. маја 1926. године основала клуб који је прво имао црвене, а нешто касније црвено-беле дресове. Први председник клуба је био столарски радник Јован Јоловић. До Другог светског рата највећи успех клуба био је освајање 1. места у Западно-моравској жупи 1934. године. Три године касније, одлуком управе Дринске бановине са седиштем у Сарајеву, рад клуба је забрањен. У току НОБу погинула су 44 фудбалера Борца, а међу њима и голман, народни херој Ратко Митровић.

### Након Другог светског рата
После паузе за време Другог светског рата клуб наставља са радом и већ 1946. године игра квалификације за 1. лигу против београдске Црвене звезде. Сезоне 1955/56, Борац је био члан Четврте зоне, тада другог нивоа фудбалских такмичења у СФРЈ. Следећи велики успех је освајање Купа Србије 1958. да би четири године касније био остварен пласман у Другу савезну лигу. Прву квалификациону утакмицу против ОФК Титограда, на гостовању, Борац је изгубио 1:3. У реваншу на стадиону крај Мораве, 15. јула 1962. године са шест погодака у другом полувремену, Борац стиже до пласмана у Другу савезну лигу. Тим који је предводио легенда клуба, тренер Живорад Биа Станковић, је тако обезбедио Савезни степен такмичења и до данас га никад није изгубио.

### Високи резултати 70-их година
Читаве три деценије је Борац играо у Другој савезној лиги. На само корак од пласмана у Прву савезну лигу СФРЈ Борац је дошао 1970. и 1974. године. Први пут, 1970. године, стигао је до финала квалификација где је у двомечу поражен од имењака из Бања Луке. Сезоне 1973/74 Чачани су поделили прво место на табели Источне групе Друге лиге са Радничким из Крагујевца. Оба тима су завршила сезону са по 48 бодова, али су Крагујевчани изборили Прву лигу захваљујући бољој гол-разлици. Још два пута је ФК Борац учествовао у квалификацијама за улазак у Прву савезну лигу СФРЈ: 1971. у полуфиналу је била боља ФК Сутјеска Никшић, а 1973. ФК Пролетер Зрењанин.
У Купу Маршала Тита, Борац је два пута стигао до четвртфинала. Године 1972. ФК Вардар је у Скопљу победио тек после продужетака, а 1978. у Чачку је минималним резултатом славила Трепча.

### Распад СФРЈ и улазак у Прву лигу
ФК Борац је провео и три сезоне у јединственој Другој лиги Југославије. Сезону 1990/91 је завршио на последњем месту, али је услед распада СФРЈ дошло до реорганизације такмичења те је Борац задржао друголигашки статус.
Сан о пласману у Прву лигу остварен је у сезони 1993/94. Други пут пласман у Прву лигу обезбеђен је 1995/96. када је тренер био Димитрије Митровић. У сезони 1998/99. Борац се трећи пут вратио у Прву лигу предвођен тренером Бранком Смиљанићем. Након тога следи неколико сезона играња у Другој лиги, а четврти повратак у Прву лигу остварен је у сезони 2002/03. на челу са тренером Радованом Гудурићем.  Од тада је Борац скоро деценију био стабилан члан српске фудбалске елите.

### Новија историја
У сезони 2006/07. црвено-бели су сезону завршили на 7. месту што је био најбољи резултат у дотадашњој историји клуба. Међутим у сезони 2007/08. отишло се још даље. Освајањем 4. места клуб је по први пут обезбедио пласман у европско такмичење тј. УЕФА куп. У првом делу сезоне екипу је тренирао Миодраг Божовић док је историјски пласман оверио Милован Рајевац.
У сезони 2008/09. Борац је по први играо у неком европском такмичењу, УЕФА купу. У првом колу квалификација је победио Дачију Кишињев, у другом је био бољи од Локомотиве Софија, а испао је у трећем колу од славног Ајакса. Исте сезоне у Суперлиги је заузео 5. место. Сезону 2009/10. завршио је на 11. месту, док је у сезони 2010/11. заузео 9. место.
Сезона 2011/12. је донела највећи успех у историји клуба, финале Купа Србије, али је Борац исте сезоне и испао из Суперлиге. Борац је ове сезоне такмичење у Суперлиги завршио на претпоследњем 15-ом месту и тако након 9 сезона испао из првог ранга. На другој страни у Купу, Борац је стигао до финала преко Радничког Сомбор, Пролетера Нови Сад, Спартак Златибор воде и у полуфиналу Војводине. Финале је играно 16. маја 2012. на стадиону Младост у Крушевцу пред око 10.000 гледалаца, а Борац је поражен од Црвене звезде са 2:0 головима Евандра и Борхе.
Након две сезоне играња у Првој лиги, Борац се 2014. године поново враћа у Суперлигу Србије.

### Најуспешнија полусезона 2015/2016
Утакмицом у Лучанима где су Младост и Партизан поделили бодове окончана је полусезона у Супер лиги Србије. Један од најбитнијих шрафова у зупчанику Борчевог успеха појавио крај Мораве тек 29. јуна. Млади и амбициозни стручњак Ненад Лалатовић се храбро упустио у нову мисију тренерског заната. Долазак у том тренутку неафирмисаних Вујаклије, Танасин, Аппле, Вукмировића, Крстић, уз искуснијег Мићић, а затим Кнежевића, Зорића и Ђорђевића, испоставило се да је од кључне важности решење за пукотину која је настала одласком играча у прелазном року. Уз староседеоце Бајића, Јованчића, Живковића, Јевтовића, Милојевића, Милетића, златне замене Драшковића и Обрадовића те Ђерића и млађане Савић и Томића састављен је велики фудбалску оркестар.
У сезони 2015/16. Борац је доспео до полуфинала купа Србије али је елиминисан од Јавора укупним резултатом 3:2 (први меч 2:1 за Јавор у Ивањици, у реваншу је било 1:1). Борац је на том путу победио Црвену звезду са чак 5:1 на стадиону Рајко Митић први пут после 11 година.

### Замена са Провом
Током лета 2019. године, на почетку припрема за нову сезону, Борац по трећи пут заредом није био у могућности да региструје појачања, због нагомиланих дуговања. Владимир Станисављевић, тадашњи спортски директор и шеф стручног штаба тврдио је да би пристанак поверилаца на исплату 50 процената дуговања допринео скидању блокаде и нормалном функционисању клуба. Дана 17. јула исте године, уследила је пререгистрација фудбалског клуба Прова, који је на тај начин примљен у фудбалски савез града Чачка. Тако су у том тренутку два клуба била регистрована на истој адреси, али у различитим степенима такмичења. Мирко Поледица, бивши фудбалер и председник Синдиката професионалних фудбалера Србије, приложио је фотографију уплатнице, према којој је спортско друштво „ФК Борац“ из Чачка пренело милион динара на рачун ФК „Прово 2015“, без јасно назначене сврхе уплате. Трансакција је извршена истог дана када и пререгистрација правног лица у Агенцији за привредне регистре. Поред тога, Поледица је тврдио да компанија „Ауто Чачак“ није измирила своје обавезе према спонзорском уговору, док је Миленко Костић, власник и директор те компаније, изјавио да је спреман да плати ревизорску проверу пословања од 1992. године. Услед немогућности да фудбалерима понуде професионалне уговоре, Борац и Бежанија су одустали од такмичења пред почетак сезоне 2019/20. у Првој лиги Србије, док су њихова места заузели Нови Пазар и Колубара. „Борац 1926“ је такмичење наставио у Српској лиги Запад.
Председник Републике Србије, Александар Вучић, саопштио је 15. марта 2020. одлуку о проглашењу ванредног стања на територији читаве државе, услед епидемије вируса корона. У складу с тим, Фудбалски савез Србије је обавестио јавност да су од тог момента отказани сви догађаји под окриљем те организације и да клубови треба да се придржавају даљих упутстава надлежних институција. У моменту доношења одлуке, екипа Борца се, после 19 одиграних кола, налазила на првом месту западне групе, за такмичарску 2019/20, са 50 освојених бодова, 14 више од другопласиране Слоге из Пожеге. На седници Одбора за хитна питања, одржаној у Кући фудбала у Старој Пазови, 6. маја исте године, донета је одлука о званичном окончању свих такмичења ван савезног ранга закључно са моментом прекида. На тај начин је потврђен пласман клуба у Прву лигу Србије, за наредну сезону. Према писању Спортског журнала, локална самоуправа је уложила средства у реконструкцију четири помоћна терена Спортског центра „Младост”. Недуго затим, бивши фудбалери чачанског Борца, којима нису исплаћена потраживања на име заосталих зарада, упутили су писмо граду Чачку у ком су захтевали одговор у року од 10 дана, ради склапања договора о исплатама. Група фудбалера је у јуну 2020. започела штрајк глађу испред зграде Општине у Чачку који је прекинут након три дана из здравствених разлога. Фудбалски савез Србије је почетком јула понудио фудбалерима једнократну помоћ у износу од по 500 евра појединачно, што је одбијено. Некадашњи фудбалски клуб „Борац” обрисан је из АПР-а крајем марта 2022.

### Грб кроз историју
|           |           |              |
| Стари грб | Стари грб | Тренутни грб |

## Успеси
- Куп Србије:

Финалиста (1): 2011/12.
Полуфиналиста (1): 2015/16.
- Суперлига Србије:

Четврто место (1): 2007/08.

## Новији резултати

### ФК Борац Чачак
| Сезона   | Ранг | Лига             | Позиција | ИГ | Д  | Н  | П  | ГД | ГП | ГР  | Бод     | Куп                |
| -------- | ---- | ---------------- | -------- | -- | -- | -- | -- | -- | -- | --- | ------- | ------------------ |
| 2006/07. | 1    | Суперлига Србије | 10.      | 32 | 10 | 8  | 14 | 26 | 30 | -4  | 38      | Шеснаестина финала |
| 2007/08. | 1    | Суперлига Србије | 4.       | 33 | 12 | 10 | 11 | 29 | 33 | -4  | 46      | Шеснаестина финала |
| 2008/09. | 1    | Суперлига Србије | 5.       | 33 | 9  | 13 | 11 | 28 | 35 | -7  | 40      | Осмина финала      |
| 2009/10. | 1    | Суперлига Србије | 11.      | 30 | 9  | 7  | 14 | 21 | 34 | -13 | 34      | Четвртфинале       |
| 2010/11. | 1    | Суперлига Србије | 9.       | 30 | 8  | 12 | 10 | 22 | 31 | -9  | 36      | Осмина финала      |
| 2011/12. | 1    | Суперлига Србије | 15.      | 30 | 4  | 7  | 19 | 16 | 45 | -29 | 19      | Финалиста          |
| 2012/13. | 2    | Прва лига Србије | 7.       | 34 | 16 | 6  | 12 | 47 | 25 | +22 | 54      | Четвртфинале       |
| 2013/14. | 2    | Прва лига Србије | 2.       | 30 | 15 | 7  | 8  | 28 | 19 | +9  | 52      | Осмина финала      |
| 2014/15. | 1    | Суперлига Србије | 13.      | 30 | 8  | 9  | 13 | 29 | 35 | -6  | 33      | Шеснаестина финала |
| 2015/16. | 1    | Суперлига Србије | 6.       | 37 | 14 | 11 | 12 | 46 | 43 | +3  | 30 (53) | Полуфинале         |
| 2016/17. | 1    | Суперлига Србије | 14.      | 37 | 8  | 7  | 22 | 29 | 51 | -22 | 22 (31) | Четвртфинале       |
| 2017/18. | 1    | Суперлига Србије | 16.      | 37 | 7  | 5  | 25 | 31 | 71 | -40 | 15 (28) | Осмина финала      |
| 2018/19. | 2    | Прва лига Србије | 12.      | 37 | 10 | 9  | 18 | 34 | 49 | -15 | 27 (39) | Осмина финала      |

### ФК Борац 1926
| Сезона   | Ранг | Лига              | Позиција | ИГ | Д  | Н | П  | ГД | ГП | ГР  | Бод     | Куп                  |
| -------- | ---- | ----------------- | -------- | -- | -- | - | -- | -- | -- | --- | ------- | -------------------- |
| 2019/20. | 3    | Српска лига Запад | 1.       | 19 | 16 | 2 | 1  | 50 | 13 | +37 | 50      | Није се квалификовао |
| 2020/21. | 2    | Прва лига Србије  | 14.      | 34 | 11 | 9 | 14 | 38 | 37 | +1  | 36 (-6) | Није се квалификовао |
| 2021/22. | 3    | Српска лига Запад | 4.       | 30 | 16 | 4 | 10 | 42 | 30 | +12 | 52      | Претколо             |
| 2022/23. | 3    | Српска лига Запад | 2.       | 30 | 24 | 4 | 2  | 74 | 24 | +50 | 73      | Није се квалификовао |
| 2023/24. | 3    | Српска лига Запад | 1.       | 30 | 23 | 5 | 2  | 69 | 18 | +51 | 74      | Није се квалификовао |
| 2024/25. | 2    | Прва лига Србије  | 8.       | 37 | 13 | 9 | 15 | 46 | 49 | -3  | 48      | Није се квалификовао |
| 2025/26. | 2    | Прва лига Србије  | —        | —  | —  | — | —  | —  | —  | —   | —       | —                    |

## ФК Борац Чачак у европским такмичењима
| Сезона   | Такмичење | Коло        | Држава    | Клуб              | Дом.  | Гост  | Укупно | Укупно |
| -------- | --------- | ----------- | --------- | ----------------- | ----- | ----- | ------ | ------ |
| 2008/09. | Куп УЕФА  | 1. коло кв. | Молдавија | Дачија Кишињев    | 3 : 1 | 1 : 1 | 4 : 2  |        |
| 2008/09. | Куп УЕФА  | 2. коло кв. | Бугарска  | Локомотива Софија | 1 : 0 | 1 : 1 | 2 : 1  |        |
| 2008/09. | Куп УЕФА  | 1. коло     | Холандија | Ајакс             | 1 : 4 | 0 : 2 | 3 : 6  |        |

## Познати бивши играчи
- Ивица Драгутиновић
- Александар Луковић
- Миливоје Витакић
- Бранко Јелић
- Марко Ломић
- Иван Стевановић
- Зоран Костић
- Радиша Илић
- Зоран Рендулић
- Дамир Чакар
- Мајк Темвањера
- Дарко Лазовић
- Братислав Чакаревић
- Радојко Аврамовић
- Петар Баралић
- Милован Рајевац
- Душан Милинковић
- Душан Радоњић
- Иван Ђоковић
- Предраг Радмилац
- Нешко Миловановић